# Desmond Charles Moore
Desmond Charles Moore MSC (* 12. Mai 1926 in Thebarton; † 2. Juni 2020 in Sydney) war ein australischer Ordensgeistlicher und römisch-katholischer Bischof von Alotau-Sideia in Papua-Neuguinea.

## Leben
Desmond Charles Moore trat der Ordensgemeinschaft der Herz-Jesu-Missionare bei und empfing am 27. Juli 1957 die Priesterweihe. Nach Tätigkeiten in seinem Kloster in Douglas Park in New South Wales arbeitete er in Papua-Neuguinea für den Bischof von Port Moresby. Zwei Jahre lang war er als Superior seines Ordens in Port Moresby und anschließend in der Seelsorge in Milne Bay tätig. Für sein Engagement in Papua-Neuguinea wurde er 1966 zum Ritter ernannt.
Papst Paul VI. ernannte ihn am 7. März 1970 zum Bischof von Alotau-Sideia. Der Erzbischof von Port Moresby, Virgil Patrick Copas, spendete ihm am 2. Juli desselben Jahres die Bischofsweihe; Mitkonsekratoren waren James William Gleeson, Erzbischof von Adelaide, und Francis John Doyle, emeritierter Bischof von Sideia. Er war Vorsitzender der Kommission für die Ökumene und stellvertretender Vorsitzender der Arbeitsgemeinschaft der christlichen Kirchen in Papua-Neuguinea.
Am 25. Juni 2001 nahm Johannes Paul II. sein altersbedingtes Rücktrittsgesuch an. Er lebte zuletzt im Kloster Kensington in Kensington, New South Wales, wo er im Alter von 94 starb.